# Catarhoe cupreata
Catarhoe cupreata är en fjärilsart som beskrevs av Herrich-Schäffer 1838. Catarhoe cupreata ingår i släktet Catarhoe och familjen mätare. Inga underarter finns listade i Catalogue of Life.